# 進歩主義連合
進歩主義連合（Fédération progressiste）は、フランスの政党。
略称は"FP"。
発足時から、共和国前進等と連立を形成して政権与党を担っている。

## 概説
2022年3月、フランソワ・レブサマン・ディジョン市長（元労働大臣）が、2022年の大統領選挙で現職のエマニュエル・マクロン候補に投票する意向を表明。同氏は、ティエリー・ルパンタン、ダビド・キメルフェルド、パスカル・テラス、ジョアキム・ピュエヨ、パトリス・ベルグリト（ダンケルク市長）、オリビエ・クライン（クリシー＝ス＝ボワ市長）、ジュリエット・メアデルといった社会党出身者と新党を結成。
進歩主義連合は、エマニュエル・マクロン大統領の政権与党を再編成したEnsemble会派に参加し、2022年の国民議会選挙に際して統一候補を立てるべくその一員となった。